# Zohra Graziani-Koullou
Zohra Graziani-Koullou (née le 7 janvier 1966 à Casablanca au Maroc) est une athlète française, spécialiste des courses de demi-fond.

## Biographie
Elle participe aux Jeux olympiques de 1992, à Barcelone, et s'incline dès les séries du 3 000 mètres. 
Elle se classe 24e des championnats du monde de cross-country 1992.